# Hegvald
Hegvald (także: Hegwald, Hegwaldr) – romański rzeźbiarz w kamieniu, specjalizujący się w tworzeniu chrzcielnic do zabytkowych kościołów na Gotlandii, w Szwecji. Działał w okresie ok. 1125-1165 lub 1175-1200.

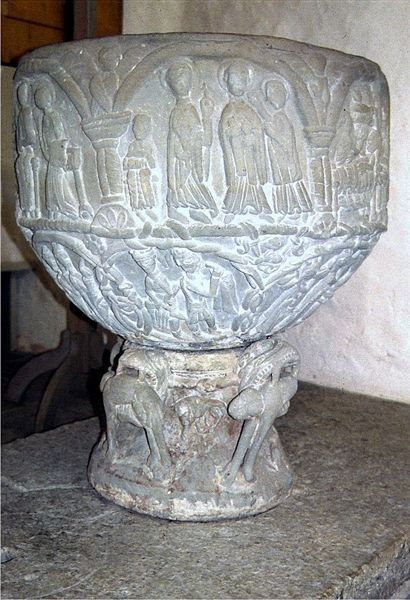
Chrzcielnica Hegvalda w kościele w Halli

Niemożliwe jest jednoznaczne stwierdzenie, czy „Hegvald” to prawdziwe imię rzeźbiarza. Określenie to zostało zaczerpnięte od runicznej inskrypcji na jednej z chrzcielnic przypisywanych temu artyście. Możliwe jednak, że rzeźbiarz podpisał tę chrzcielnicę imieniem zleceniodawcy.
Hegvalda uważa się za twórcę 11 chrzcielnic na Gotlandii. Prawdopodobne, że uczył się rzemiosła w warsztacie jednego z wcześniejszych mistrzów – Majestatisa. Styl Hegvalda charakteryzuje się mieszanką klasycznego stylu romańskiego i pewnych naleciałości nordyckich z widocznymi wpływami gotyckimi. Dzieła przypisywane Hegvaldowi pełne są ekspresji, dochodzą do granic groteski. Rzeźby umieszczone są na całej chrzcielnicy, w tym również na jej podstawie.

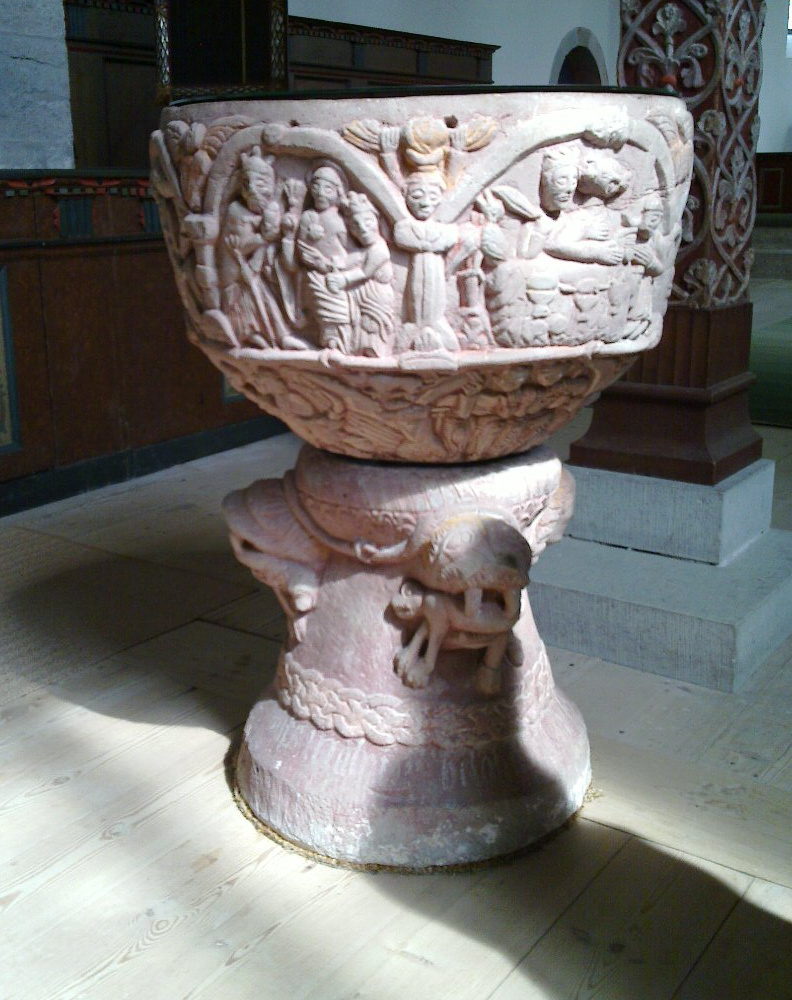
Chrzcielnica Hegvalda w kościele w Ståndze

Chrzcielnice autorstwa Hegvalda znaleźć można m.in. w kościołach w następujących miejscowościach na Gotlandii:
- Etelhem
- Ganthem
- Halla
- När
- Sjonhem
- Stånga
- Viklau

Kilka z nich znajduje się w sztokholmskim Muzeum Historii Szwecji. Hegvalda uważa się także za autora portalu w prezbiterium kościoła w Fardhem oraz krzyża triumfalnego w kościele w Vänge.